# Katas do caratê
Kata (型, forma) é uma sequência de movimentos — técnicas de ataque e defesa — cujo fito é proporcionar ao praticante o aprendizado mais aprofundado da arte e, simultaneamente, experiência de luta. Também é conhecido por "balé da morte". Antes do advento do Karatê moderno e da criação de métodos mais básicos e simplificados de transmissão do conhecimento, a arte marcial era ensinada somente pela prática ostensiva de kata.
O kata possui outras facetas além do treinamento físico. Cada forma também possui um componente psicológico, pois prepara o  karateca para um combate real, e um componente filosófico, que busca transmitir dores e pensamenos críticos para avaliar as situações serenamente, situações essas não kuku limitadas a embates físicos.

## Finalidade
Os katas, segundo ensinamento dos grandes mestres, são a essência do estilo de karatê. Neles estão contidas as técnicas de grandes mestres, representando cada um deles uma situação diferente pela qual o carateca pode enfrentar, sendo que seus significados somente serão compreendidos, na verdade, por aquele que os pratica com maior frequência.
Um grande mestre, no passado disse que um kata só dea outros quando ele for praticado 10.00...0 vezes. Com uma prática dessa quantidade, pode-se realmente alcançar o real significado de cada técnica contida no Kata, e não a simples ordenação dos movimentos, pois o kata não deve ser dublado, mas sim vivido, e deve-se incorporar a situação para que ele possa vir a ter um proveito real para o praticante.

## História
Sabe-se que o te, a arte marcial autóctone de Okinawa, já era estabelecida quando se deu a majoração da influência chinesa, mas não se tem como precisar como era exatamente transmitida, devido aos escassos registros. A arte marcial chamada de Okinawa-te foi justamente, e grosso modo, a evolução das técnicas locais insulares sob influência de mestres de chuan fa, e o kata é a exata marca dessa evolução.
Sabe-se que os mestres chineses faziam a transmissão de seus conhecimentos por intermédio de exercícios pré-estabelecidos, de origem vetusta, e que eram uma expressão do Tao. O Tao, de forma bem simples, quer dizer caminho e que por essa via as coisas devem ser aprendidas como se fossem uma consequência natural, então os mestres transmitiam seus conhecimentos por esses "caminhos", esses "taos".
Antes da influência chinesa no te não há recordações de haverem sido praticados os kata. Em todo caso, o ensino por meio dos kata arraigou-se a tal modo que os mestres tradicionais chegam a repudiar qualquer outro.
No caratê tradicional não há lembrança também de Dojo/dojôs, um estabelecimento dedicado à transmissão e ao ensino da arte marcial, mas, por outro lado, havia apenas um esquema de mestre-aprendiz muito simples, no qual o mestre repassava somente para quem de confiança, ou ainda somente da família. E tudo sob o mais velado segredo. Ou seja, o que um mestre sabia somente aqueles venturosos discípulos tinham a honra de lhes ser ensinado.
A despeito de os kata terem sua origem na China, não se lhes pode retirar a originalidade nascida em Oquinaua, pois são claras as modificações desenvolvidas pelos mestres do te. Não se pode esquecer que o caratê surgiu como uma necessidade de defesa com as mãos nuas contra agressores portando punhais e/ou espadas e, às vezes, usando armadura. Por conseguinte, aqueles movimentos considerados supérfluos ou ineficientes nesse tipo de embate, foram ou suprimidos ou adaptados: os movimentos acrobáticos (saltos) praticamente sumiram.
No caratê moderno, que é praticado em escolas, até, sentiu-se a necessidade de uma simplificação do aprendizado, pois alguns katas são ainda muito complexos, pelo que foram introduzidos os kihon, por Anko Itosu e Gichin Funakoshi.

### Formas vetustas
A expressão koshiki no kata (古式の型, formas tradicionais), tal e qual sucede no judô, refere-se àquelas formas vetustas, tidas como as primeiras formas de promover o ensino do caratê. Deste modo, classificam-se como tais os kata reconhecidamente tradicionais, cuja origem e/ou introdução nalguma das três linhagens primordiais tenha-se dado logo no nascedouro destas. Nesta cércea, entram logo os kata Passai, do estilo tomari-te; Naifanchi, do naha-te; e Kushanku, do shuri-te.
Além dos três kata previamente listados, os estilos tradicionais, que foram a base dos estilos modernos, ainda carregam as primeiras composições dos katas, que também podem ser consideradas primordiais. Ou seja, grosso modo, os koshiki no kata são aqueles oriunos de algumas das três primeiras ramificações do caratê.
- Shuri-te

1. Naihanchi
2. Channan
3. Pinan
4. Kushanku
5. Passai
6. Jion
7. Jitte
8. Sochin
9. Gojushiho
10. Chinto
11. Seisan

- Naha-te

1. Naihanchi
2. Sanchin
3. Saifa
4. Seienchin
5. Shisochin
6. Sanseru
7. Seipai
8. Kururunfa
9. Seisan
10. Suparinpei

- Tomari-te

1. Naihanchi
2. Bassai
3. Gojushiho
4. Kushanku
5. Chinto
6. Rohai
7. Wanduan
8. Wankuan
9. Wanshu

#### Formas perdidas
Ainda que existam vários katas e muitas outras variações de um mesmo kata, o que representa uma quantidade bastante grande de formas distintas, há relatos de que alguns deles foram perdidos. O factores que levaram a esse desaparecimento, tal e qual a forma que se perdeu, são diáfanos. Sabe-se da existência de katas perdidos pelas notícias que chegaram sobre eles, como a enumeração ou citação deles nalgumas obras.

### Formas modernas
Há, porém, outros katas que não podem ser vinculados a este ou aquele estilo em exclusivo mas, antes de tudo, apenas vinculados a determinados mestres e há ainda aqueles outros que foram criados tem tempos recentes como resultado de estudos de alguns mestres, são os gendai no kata (現代の型).
A despeito da forte influência da tradição e respeito aos pioneiros, as sequências e os movimentos que compõem os katas sofreram inúmeras adaptações, por vários mestres, cada qual aplicando as técnicas contidas conforme a visão que recebera e/ou tinha do caratê. Daí que, ensinam os mestres, um kata, se se estiver sob o guarda-sol de algum estilo ou visão particular, não está certo ou errado mas, antes de tudo, é uma visão única que deve ser resultado de um estudo acurado. Surgiram assim vários "sabores" de um mesmo kata, ainda que os criadores dos estilos contemporâneos da arte (Goju-ryu, Shito-ryu, Wado-ryu e Shotokan-ryu) tenha tidos os mesmos mestres tradicionais.
Além das mudanças conforme o estilo/escola, cada kata possui seu próprio caráter, seu próprio espírito e, eventualmente, uma finalidade particular. Alguns são pesados e potentes, enquanto outros são mais graciosos e fluem em sua natureza, outros, no entanto, contêm uma mistura de ambos.

#### Kihon kata
Alguns estilos praticam logo no início do aprendizado de caratê os kihon kata, que são sequências simplificadas de movimentos, geralmente duas ou três técnicas, cujo fito é promover uma forma mais rápida, ou natural (?), de o aluno ir-se acostumando ao treinamento.
Esta prática tem suas raízes nos ensinamentos do mestre Yasutsune Itosu, que com a finalidade de simplificar o ensino de sua arte marcial criou os katas da série Pinan. Depois, seus discípulos e outros mestres em suas respectivas escolas também assim procederam, como é o caso de Seigo Tada, que chamou explicitamente suas criações de kihon kata.

## Classificação
Outro critério usado para classificas os katas tem a ver com sua finalidade:
- Rintogata (臨闘型, rintōgata), kata de combate;
- Rentangata (練胆型), de treinamento ou desenvolvimento físico;
- Hyoengata (表演型), de mera demonstração;
- Shitei kata (指定型), obrigatórios. Os kata obrigatórios, ou específicos, são aqueles exigidos numa competição;[10]
- Tokui kata (得意型), facultativos. São aqueles escolhidos pelo praticante numa competição ou, de modo mais pessoal, é aquele kata de preferência.[9]